# Hans Nibel
Hans Nibel (Olšany, 31 agosto 1880 – Stoccarda, 25 novembre 1934) è stato un ingegnere tedesco, ingegnere capo presso la Benz & Cie. dal 1904 al 1926, nonché capo dell'ufficio progettazioni e membro del consiglio di amministrazione alla Daimler-Benz tra la fine degli anni venti e l'inizio degli anni trenta.

## Presentazione
Pur non essendo molto spesso menzionato, Hans Nibel ha giocato in realtà un ruolo fondamentale per l'attività di due delle più importanti Case automobilistiche tedesche del primo trentennio del Novecento. Dalla sua mente nacquero progetti significativi che diedero i natali a vetture altrettanto significative.

## Biografia

### Nascita e giovinezza
Hans Nibel nacque ad Olšany (in tedesco Olleschau), una località della Moravia, all'epoca inglobata nell'ex Impero austro-ungarico ed oggi facente parte della Repubblica Ceca. Suo padre era direttore presso una cartiera e da lui il giovanissimo Hans apprese e sviluppò una mentalità atta alla direzione di una fabbrica, ma anche un'inclinazione verso le materie tecniche e scientifiche. Durante i primi anni di scuola erano infatti particolarmente lusinghieri i giudizi ed i voti che riportava in tali discipline, ma anche quando frequentò la Königlich Bayerische Technische Hochschule München, allora una scuola superiore ad indirizzo tecnico ed oggi una vera e propria università, dove terminò gli studi in modo brillante.

### L'arrivo alla Benz & Cie
Dopo aver passato i primi anni post-diploma a svolgere svariati compiti di tipo tecnico in diverse fabbriche, Hans Nibel approdò alla Benz & Cie. il 1º marzo del 1904. Anche qui, il suo gran talento venne quasi subito riconosciuto ed apprezzato, al punto che nel 1908, a soli 28 anni, venne promosso direttore dell'ufficio progettazioni. Sotto la sua direzione nacquero modelli destinati a lasciare un segno indelebile nella storia dell'automobile, ed in particolar modo della Benz & Cie.. Tra questi va ricordata la Blitzen Benz, una vettura che di lì a poco avrebbe stabilito numerosi record di velocità su terra.

Furono anni molto brillanti per Hans Nibel, che tra l'altro ottenne numerosi riconoscimenti per le vittorie ottenute in campo sportivo di non poche vetture da lui progettate. Nel 1912, la Benz & Cie. ottenne un importante riconoscimento per un motore aeronautico progettato da Nibel. Tale motore venne premiato come miglior motore aeronautico tedesco. Senza dubbio fu un'altra grande soddisfazione per questo ingegnere tedesco di origini ceche.

Nel 1917, Hans Nibel entra a far parte del consiglio di amministrazione della Benz & Cie., come membro deputato, in un periodo in cui la produzione dell'azienda aveva subìto da poco tempo un deciso reindirizzamento verso usi bellici (si era in piena Prima guerra mondiale). Tale periodo fu comprensibilmente molto più difficile per l'azienda stessa, ma Nibel ebbe il merito di aver largamente contribuito al traghettamento della Benz & Cie. fuori da tale nefasto evento.

Nel 1922 Hans Nibel divenne membro del consiglio di amministrazione a pieno titolo e nello stesso anno ricevette la laurea honoris causa in ingegneria dalla facoltà di Karlsruhe, la stessa che cinque anni prima conferì lo stesso titolo a Karl Benz. Sempre nel 1922, Nibel progettò un trattore agricolo con motore diesel. Si trattò del primo automezzo mosso da un motore a gasolio, ma non della prima automobile: questa sarebbe arrivata quattordici anni dopo, ed il suo progetto sarebbe stato avviato dallo stesso Nibel.

### LaDaimler-Benz
Quando nel 1924 si avviarono le trattative tra Benz & Cie. e Daimler Motoren Gesellschaft per una possibile fusione, Nibel entrò a far parte anche del consiglio di amministrazione di quest'ultima, ed essendo un forte sostenitore della fusione tra le due aziende, manovrò in maniera decisa entrambe verso questa meta.

Nel 1926, le due aziende giunsero alla sospirata fusione, dando origine alla Daimler-Benz ed al marchio automobilistico Mercedes-Benz. Nibel, sempre facente parte del relativo consiglio di amministrazione, continuò ad occuparsi anche della progettazione di motori ed autovetture a fianco di Ferdinand Porsche, già in forza alla DMG da tre anni.

Quando il 1º gennaio del 1929 Ferdinand Porsche lasciò la Daimler-Benz, il suo posto venne preso proprio da Nibel, che diede a quel punto una spinta decisiva, non solo verso l'affermazione della Stella a tre punte come sinonimo di lusso, sportività ed esclusività, ma anche e soprattutto per il superamento della Grande depressione economica di quello stesso 1929: in tal senso, il già esistente modello W02, già frutto di un progetto di Porsche, venne rivisitato da Nibel e riproposto in listino con il nome di Typ 200 Stuttgart, una vettura più economica con cui pensare anche alla potenziale clientela affezionata al marchio ma non più in grado di osare troppo economicamente.

Per chi invece non era rimasto travolto dalla crisi, Nibel contribuì allo sviluppo di modelli di spicco, come la serie Nürburg e la 770, nota anche come Großer Mercedes.

Durante i primi anni '30, Nibel continuò a contribuire con progetti di rilievo, come l'economica 170 W15 o le lussuose 500K e 540K.

Quando venne affidato a Nibel il compito di dedicarsi al progetto di quella che sarebbe divenuta la prima autovettura diesel al mondo, la 260D, questi non si tirò indietro e diede inizio al progetto. Ma poco tempo dopo morì stroncato da un infarto in età non ancora avanzata: aveva 54 anni.